# Miles Student
Die Miles M.100 Student ist ein leichtes strahlgetriebenes Schulflugzeug, das auf private Initiative der Gebrüder Frederick George und George Miles entworfen wurde. Die Entwicklung begann im Jahre 1953. Es fand keine Serienfertigung statt, da die erhoffte Beschaffung durch die Royal Air Force ausblieb.

## Konstruktion und Entwicklung
Die M.100 Student war ein Jettrainer in Ganzmetallbauweise mit einem Zweimann-Cockpit mit nebeneinander angeordneten Sitzen. Erfahrungen mit Strahlantrieb hatte die Firma durch den Umbau eines Propeller-Rennflugzeuges des Typs Sparrowhawk auf ein Flugzeug mit Strahlantrieb in den Flügelwurzeln, der M.77 „Sparrowjet“, erworben. Der M.100-Prototyp wurde durch ein Turboméca-Marboré-Turbojet-Triebwerk mit 4 kN Schub angetrieben und hatte seinen Erstflug am 15. Mai 1957. Miles hoffte auf einen Auftrag der RAF, aber der Auftrag erging an Hunting mit der der Hunting Percival Jet Provost. Das einzige Flugzeug flog zunächst mit dem Testflugzeug-Kennzeichen G-35-4 und wurde 1957 auf der Luftfahrtmesse in Farnborough gezeigt, später wurde es mit dem Kennzeichen G-APLK weiteren potentiellen Kunden vorgeführt, so 1959 am Aérosalon Le Bourget.
Unter den Namen Centurion 3, 4 und 5 waren Varianten geplant mit dem RB.108, respektive dem Turbomeca Gourdon und Turbomeca Arbizon.
Im Jahr 1964 wurde das Flugzeug modifiziert auf die Version Mark 2 und erhielt aufgrund einer Evaluation ab April das militärische Kennzeichen XS941. Die Erprobung des Flugzeugs durch die Royal Air Force für die Rolle der Aufstandsbekämpfung dauerte bis September 1964, worauf es wieder sein ziviles Kennzeichen erhielt. Eine Beschaffung des Typs erfolgte nicht.
Kurz darauf wurde das Flugzeug demontiert und eingelagert. Erst im Jahr 1972 wurde das Flugzeug wieder montiert und erlangte 1974 seine erneute Lufttüchtigkeit. Für Hawker Siddeley wurden Messflüge durchgeführt im Blick auf Möglichkeiten zur Lärmreduktion des Geschäftsreiseflugzeugs HS.125. Danach wurde das Flugzeug eingelagert und verlor 1981 die Betriebserlaubnis.
Im Jahr 1984 kam das Flugzeug zu seinem neuen Eigner, der das Flugzeug für Filmaufnahmen und für Flugshows verwenden wollte. Am 2. Mai 1985 erhielt es sein erneuertes Lufttüchtigkeitszeugnis.
Die M.100 Student 2 flog mit der Registrierung G-MIOO 1985 letztmals in Duxford und wurde nach einem Triebwerksproblem beim Versuch einer Notlandung beschädigt. In den folgenden Jahren wurde das Flugzeug im Museum of Berkshire Aviation bis 2013 restauriert und blieb dort ausgestellt.

## Technische Daten

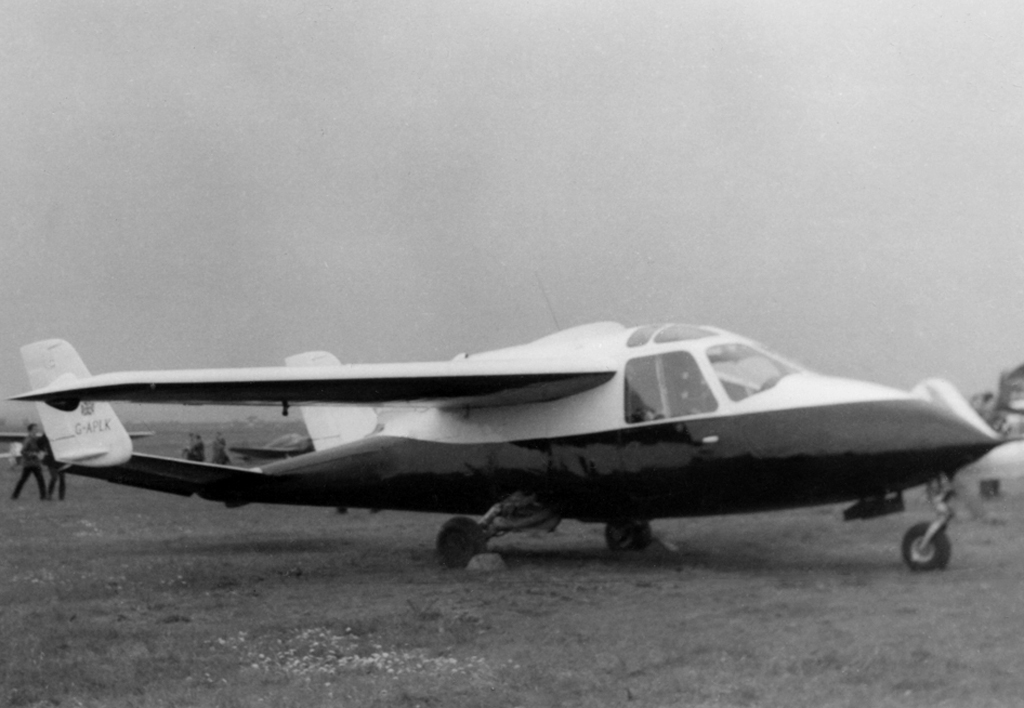
Die Miles Student am Coventry Airport 1961. Damals im Besitz von F.G. Miles Engineering

M.100 Student
| Kenngröße             | Daten                                           |
| --------------------- | ----------------------------------------------- |
| Besatzung             | 2                                               |
| Länge                 | 9,60 m                                          |
| Spannweite            | 8,89 m                                          |
| Höhe                  | 1,91 m                                          |
| Flügelfläche          | 13,4 m²                                         |
| Flügelstreckung       | 5,9                                             |
| Leermasse             | 1089 kg                                         |
| Startmasse            | 1769 kg mit Zusatztanks                         |
| Reisegeschwindigkeit  |                                                 |
| Höchstgeschwindigkeit | 260 kn (ca. 480 km/h) in 6100 m Höhe            |
| Dienstgipfelhöhe      |                                                 |
| Steigleistung         | 6,8 min bis 3050 m Höhe                         |
| Reichweite            | 998 km mit Zusatztanks                          |
| Triebwerke            | 1 × Turboméca Marboré Turbojet mit 3,9 kN Schub |